# 豊田村 (広島県)
豊田村（とよたむら）は、広島県豊田郡にあった村。現在の東広島市、三原市の一部にあたる。

## 地理
- 河川：小田川[1]
- 山岳：竜王山[1]

## 歴史
- 1889年（明治22年）4月1日、町村制の施行により、豊田郡小田村、和木村が合併して村制施行し、豊田村が発足[2][3]。
- 1910年（明治43年）豊田村青年会設立[2]。
- 1936年（昭和11年）3月10日、豊田郡椹梨村大字椋梨と大字小田の境界を変更[2][3]。
- 1955年（昭和30年）3月31日、村域を二分割し大字小田の一部は豊田郡河内町、戸野村と合併して河内町が存続[2][3]。大字和木、小田の一部は豊田郡椹梨村、大草村、世羅郡神田村と合併し大和町を新設して廃止された[2][3]。

### 満洲開拓移民
1937年（昭和12年）以降、満洲農業移民計画が進められ、1942年（昭和17年）満洲に鶏西豊田村が建設されたが、完成前に終戦となり、在籍212人のうち豊田村から175人が参加したが、帰国できたのは81人であった。

## 産業
- 農業、林業、養蚕[2]